# Relato hiperbreve
El relato hiperbreve, también conocido como nanorrelato o cuento de una línea, es una forma narrativa caracterizada fundamentalmente por su extrema brevedad. Dicha brevedad extrema lo diferencia del microrrelato, ya que en este el número de palabras, líneas, o caracteres es más flexible.
No hay una longitud de palabras, o incluso de líneas o frases, que permitan delimitar el género, igual que no hay una longitud exacta que permita delimitar cualquier otra forma narrativa (microrrelato, cuento, novela...). No obstante, y aunque la longitud no es su único rasgo definitorio, se puede afirmar que un nanorrelato deja de serlo cuando su extensión sobrepasa (contando letras, espacios y puntuación) los 140 (límite permitido por Twitter) o 150 caracteres (en relación con la posibilidad de envío a través de mensaje SMS por teléfono móvil), lo que pone de manifiesto una de las características esenciales del hiperbreve: su estrecha relación con las nuevas tecnologías. Más allá de esa longitud hace por lo general que la narración deje de ser inmediata, como según David Lagmanovich requiere el género:

¿Es de alguna manera diferente el efecto que producen las construcciones minificcionales de más de veinte palabras y de menos de ese límite? [...] Básicamente, la diferencia a que nos referimos depende de la rapidez de la narración, en el sentido en que usa este concepto Ítalo Calvino. Esa rapidez o velocidad produce una sensación de inmediatez: anula la expectativa sobre «qué va a ocurrir después», pues lo poco o mucho que se presenta ocurre simultáneamente, en un relámpago, frente a los ojos del lector.

El hiperbreve más conocido en lengua castellana es El Dinosaurio, de Augusto Monterroso, que con tan sólo nueve palabras (título incluido) es un clásico de la literatura.

El Dinosaurio. Cuando despertó el dinosaurio todavía estaba allí.

Un relato hiperbreve tiene que reunir una serie de requisitos, aunque lo fundamental es su capacidad de interesar, sorprender o emocionar al lector utilizando el mínimo de recursos.

## Características de los hiperbreves
- El título es imprescindible, ya que ejerce una función de “dirección”. Dado que otra de las características principales del hiperbreve es la “apertura”, concepto que se explicará un poco más adelante, el título cumple la función de conducir al lector en el sentido que el autor desee.
- Concisión: según el DRAE es la brevedad y economía de medios en el modo de expresar un concepto con exactitud.[2] La concisión es un requisito fundamental.
- Estructura narrativa: Un hiperbreve, para ser considerado relato (y diferenciarse del chiste o la frase ingeniosa) debe plantear una “situación narrativa”, una acción dentro de un contexto espacio-temporal, aunque sólo sea de forma sugerida. O sea que un hiperbreve debe contar una historia, implícita o explícitamente.
- Efecto. Volvemos al diccionario de la RAE, la segunda acepción de la palabra efecto es: impresión hecha en el ánimo.[3] Un hiperbreve debe provocar un efecto en el lector (miedo, compasión, risa, sorpresa, reflexión…), si bien esto es aplicable también a otros géneros literarios en este tipo de relato se constituye en premisa substancial.
- Apertura. Un texto tan escueto no permite veleidades descriptivas y sólo puede provocar efecto mediante la apertura. Un hiperbreve debe ser sugerente, y dejar al lector el trabajo de llenar las lagunas y elaborar su propia historia a partir de la historia sugerida. En este sentido la interacción escritor-lector es máxima en este tipo de relato.
- Exactitud. La precisión en el uso y disposición de cada palabra, su elección, su posición en el texto… la matemática del lenguaje, es fundamental a la hora de conseguir en el lector el efecto deseado.

En resumen, lo más importante en un relato hiperbreve es interesar y emocionar empleando el mínimo de recursos. Como cualquier narración de ficción, un nanorrelato muestra unos hechos inventados. A menudo estos hechos toman la forma de conflicto vivido por un personaje. Dado el escaso número de palabras con el que un hiperbreve debe ser escrito, al lector sólo se le muestra por lo general un instante o parte de la historia (el desecadenante del conflicto, el clímax o la situación final, por ejemplo), dejando a su imaginación o a su capacidad de deducción la tarea de componer el cuadro en toda su magnitud.
No todos los nanorrelatos llevan título, pero, cuando lo llevan, se suele aprovechar para narrar en él parte de la ficción.
Como ejemplo de esto último, un Nanorrelato sin título (seis palabras) atribuido a Ernest Hemingway (apócrifo):

For Sale: Baby shoes, never worn.
(Se vende: Zapatos de bebé sin usar.)

Otros ejemplos de hiperbreves son:
- «El hombre invisible» (trece palabras), de Gabriel Jiménez Emán:[4]

El hombre invisible.
Aquel hombre era invisible, pero nadie se percató de ello.

- «Autopsia» (ocho palabras), de Luciano Daniele:

.Autopsia.
No tenía rastros de haber sido feliz.